# Чёрная Кома
Чёрная Кома — деревня в Новосёловском районе Красноярского края России. Входит в состав Комского сельсовета.

## География
Деревня расположена в 35 км к востоку от районного центра Новосёлово.

## Население
| 2010 |
| ---- |
| 199  |

Гендерный состав
По данным Всероссийской переписи населения 2010 года 99 мужчин и 100 женщин из 199 чел.